# پرسفید

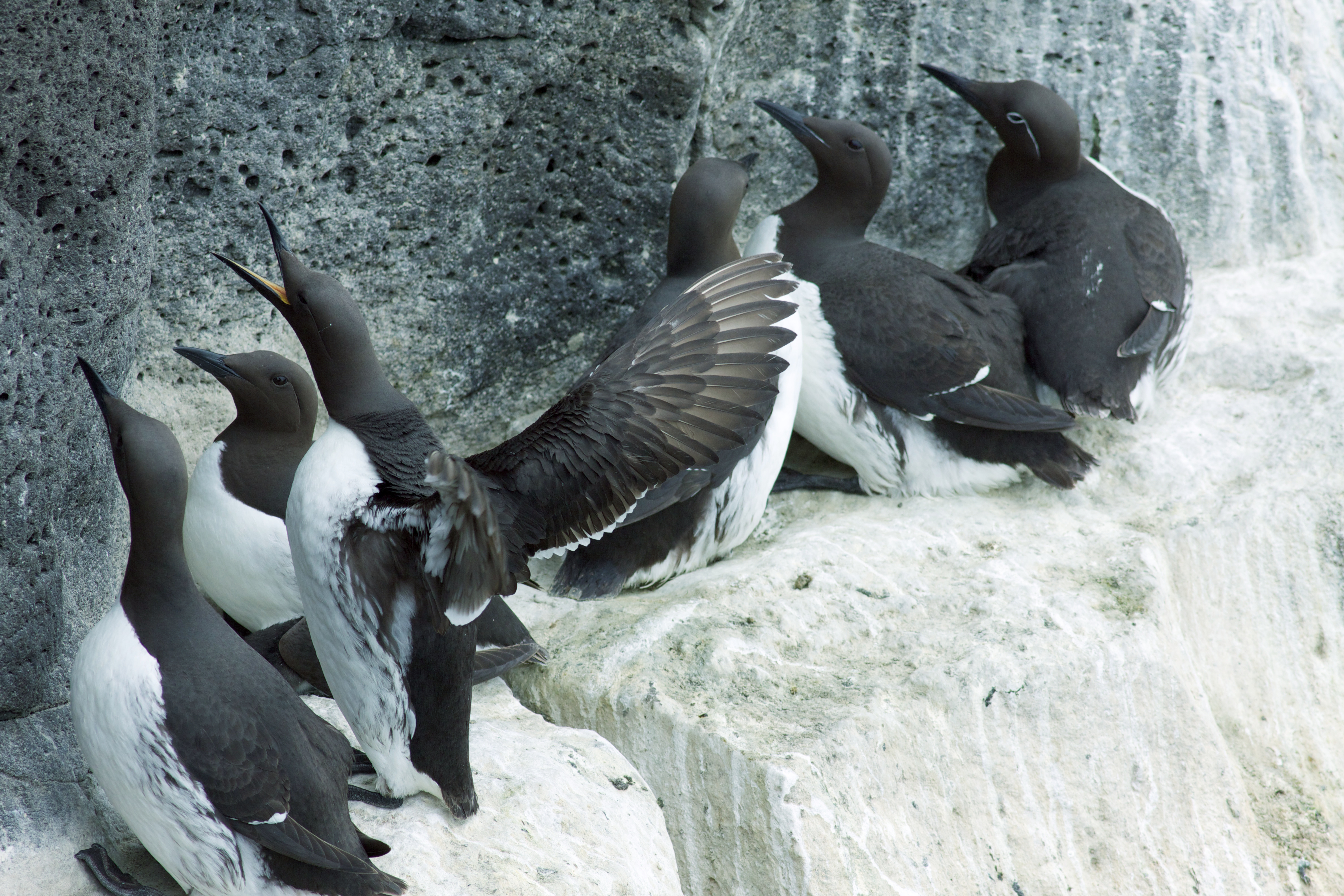
سینه‌سفید نوک‌قلمی، یکی به شکل بنددار (با عینک)، و دیگری سینه‌سفید نوک‌کلفت (U. lomvia، با نوک سفیدنشان) از جنس سینه‌فیدها.

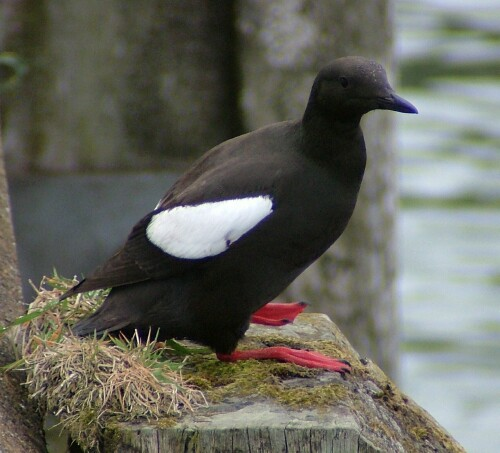
پرسفید سیاه (C. grylle) از سردهٔ پرسفیدهای راستین

پرسفید یا گیله‌موت (به انگلیسی: Guillemot)، نام رایج چندین گونه از پرندگان دریایی در خانواده Alcidae یا ماهی‌گیرکان (بخشی از راسته سلیم‌سانان) است. در کاربرد بریتانیایی، این اصطلاح شامل دو سرده است: سینه‌سفیدها و پرسفیدهای راستین. در آمریکای شمالی به گونه‌های سینه‌سفیدها موره (murres) و تنها گونه‌های سردهٔ پرسفیدها را «گیله‌موت» می‌نامند. این کلمه منشأ فرانسوی از شکلی از نام ویلیام فرانسوی: Guillaume‎ گرفته شده‌است.
دو گونه زنده Uria، همراه با تیغه‌نوک، ماهیگیرک کوچک و ماهی‌گیرک بزرگ منقرض‌شده، تبار Alcini را تشکیل می‌دهند. آنها شکم‌های سفید مشخصی دارند، نوک‌هایی کلفت‌تر و درازتر از سردهٔ Cephus دارند و در طول فصل تولیدمثل، کلنی‌های بسیار انبوهی را روی صخره‌ها تشکیل می‌دهند. تخم‌های گیله‌موت، بزرگ (حدود ۱۱ درصد وزن بدن ماده)، به شکل گلابی‌مانند و رنگارنگ هستند که آنها را به اهداف جذابی برای جمع‌آورندگان تخم تبدیل می‌کند.
سه گونه زنده Cepphus یک تبار را تشکیل می‌دهند: Cepphini. آن‌ها کوچک‌تر از گونه‌های سردهٔ سینه‌سفیدها (Uria) هستند و شکم‌سیاه، سر گردتر و پاهای قرمز روشن دارند.

### گونه‌ها
- پرسفید سیاه یا tystie, Cephus grylle
- پرسفید کبوتری، Cephus columba
- پرسفید عینکی، Cephus carbo